# June Movement
June Movement este un om politic danez, membru al Parlamentului European în perioada 2004-2009 din partea Danemarcii. 